# Parafia Opieki Matki Bożej w Rio de Janeiro
Parafia Opieki Matki Bożej – prawosławna parafia w Niterói, niedaleko Rio de Janeiro, należąca do eparchii południowoamerykańskiej Rosyjskiego Kościoła Prawosławnego poza granicami Rosji.
Nabożeństwa odbywają się raz w miesiącu.